# Johannes Lämmerer

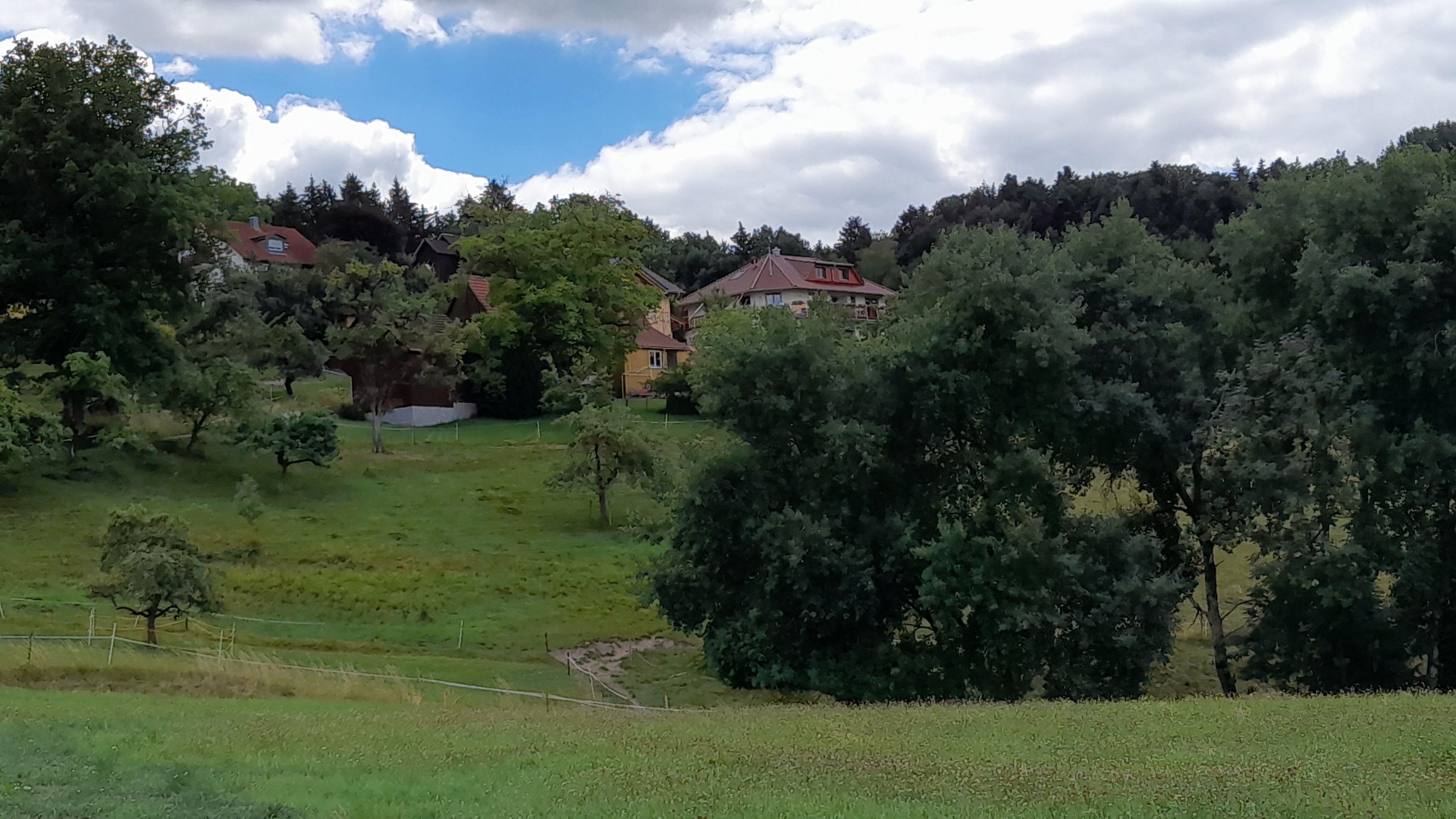
Lämmershof von unten, vom Schierhof kommend

Johannes Lämmerer (* 22. Juni 1763 auf dem Lämmershof bei Gschwend; † 7. März 1831 in Unterdeufstetten) war ein deutscher Volksdichter.

## Leben und Werk
Benannt wurde Johannes Lämmerer nach seinem Vater, Johannes Friedrich Lämmerer. Lämmerer lernte bei Pfarrer Heinrich Prescher Schreiben. Seit 1790 lebte der Weber in Unterdeufstetten, wo er ab 1807 auch Schulmeister war. Prescher, vor allem aber Justinus Kerner, der ihn als Oberamtsarzt in Gaildorf 1815 kennenlernte, förderten sein poetisches Talent. Kerner gab 1819 bei Johann Georg Ritter in Schwäbisch Gmünd die Gedichte des Leinewebers Johannes Lämmerer vom Lämmershof bei Gschwend heraus.
Im Buch, das in Schwäbisch Gmünd 1819 gedruckt und veröffentlicht wurde, sind 2 Widmungen, eine Widmung von Justinus Kerner an Johannes Lämmerer und eine von Heinrich Prescher an Justinus Kerner als den Herausgeber enthalten. Von Lämmerer selbst sind zwei autodiegetische Erzählepisoden und 12 Gedichte gedruckt worden, wobei das letzte hiervon („Der Vorsatz“) mit einem Kommentar von Lämmerer selbst versehen ist. Die meisten seiner Schriften sind von Leid, Krankheit und/oder Tod in einer oft eschatologischen Ausrichtung geprägt. Eine große Rolle spielt hierbei der Tod seiner Frau Rosina und dessen dichterische Bewältigung.

## Textbeispiele

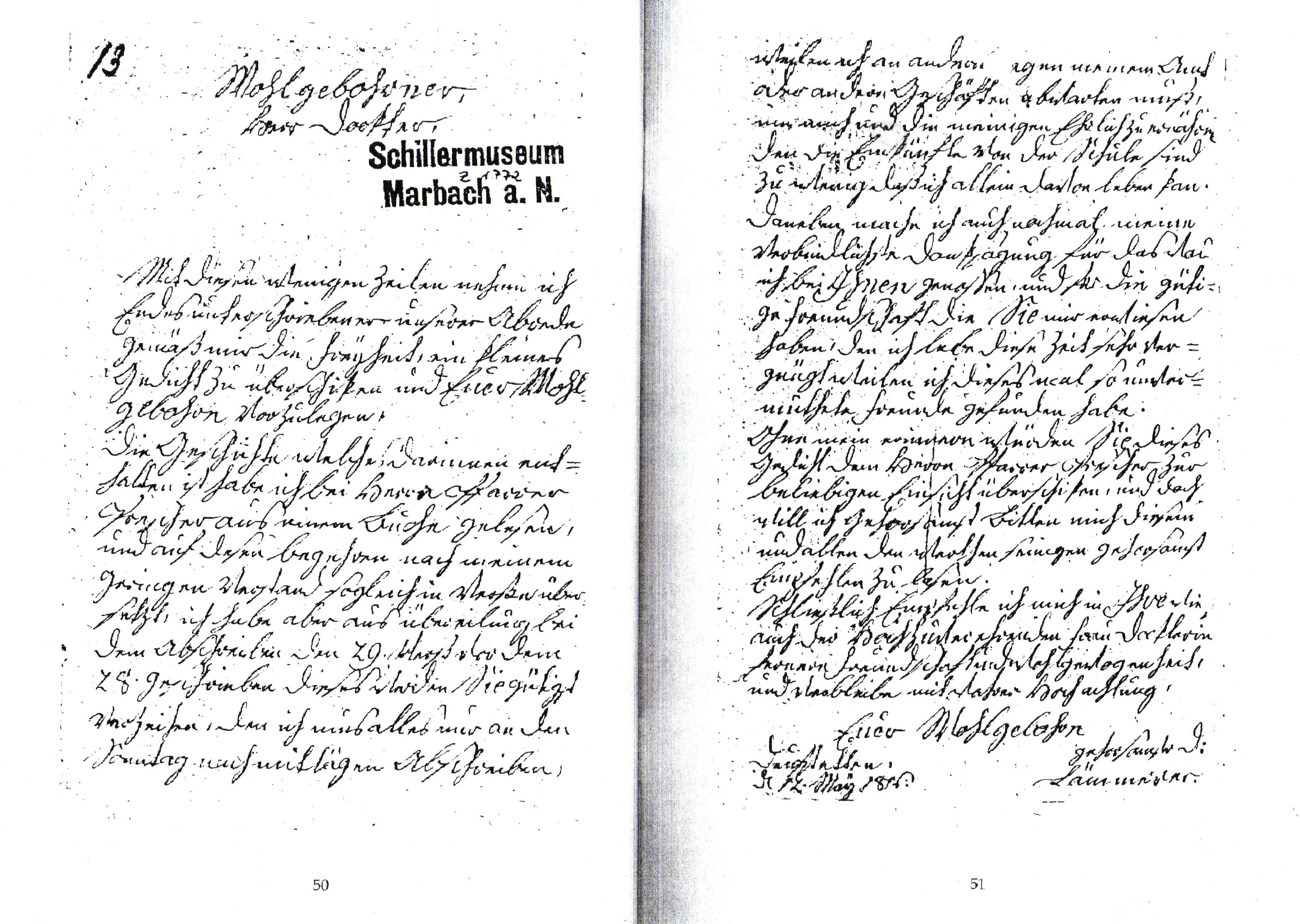
Eigenhändiger Brief an Kerner

### Justinus Kerner: An Johannes Lämmerer
Im „Cotta’schen Morgenblatt“ hatte Justinus Kerner dem Lämmerer ein Jahr vor der Erscheinung des Buchs 1818 ein Sonett An Johannes Lämmerer gewidmet, in welchem er ihn mit Hans Sachs, dem Schuhmacher, Spruchdichter und Meistersinger aus Nürnberg verglichen hat:
An Johannes Laemmerer

Wie einst Hans Sachs in seiner frommen Sitte

Manch Lied auf armer Schusterbank gesungen,

So ist auch Dir manch frommes Lied gelungen

Am Weberstuhl, in armer stiller Huette.

Leicht huepfend ist Dein Schifflein da gesprungen

In Melodieen durch der Faeden Mitte.

Gleich Harfenlauf, hat’s oft nach Deinem Tritte

Noch Mitternachts in dem Geweb‘ erklungen.

Zwar außen arm, doch innen reich geborgen,

Sprichst Du: „Gott weiß, warum er mein Gewebe

Mit Toenen nur, und nicht mit Gold durchwoben.

Bald reißt es ab; dann kommt der goldne Morgen,

Wo ich verklaert aus armer Huelle schwebe,

Im reichsten Schmuck, der Sylphe gleich, nach oben.“

Der Herausgeber.
Das Gedicht „Der schnelle Lauf meiner Tage“ von Johannes Lämmerer wurde 1819 im Cotta’schen Morgenblatt abgedruckt. Rezipiert wurde dieses Gedicht vom Aargauer Emanuel Fröhlich (Vater von Abraham Emanuel Fröhlich und Friedrich Theodor Fröhlich) im Zuge eines „Echogedichts“ und von der niederschlesischen Weberin und Dichterin Johanne Juliane Schubert in einem eigenen Gedicht „An Lämmerer“. Unklar bleibt, ob Fröhlich und Schubert von Lämmerer und von seinem Gedicht ausschließlich durch das Cotta’sche Morgenblatt erfahren haben oder ob das von Justinus Kerner herausgegebene Büchlein ebenfalls eine Rolle gespielt hat.

### Johannes Lämmerer: Der Vorsatz
Im letzten abgedruckten Gedicht beschreibt Lämmerer seinen Anlass, Gedichte zu schreiben. Besonders hier wird der eschatologische Bezug zu diesseitigem Leid und Tod sehr deutlich.
Der Vorsatz

Ich nahm mir vor von Herzen,

Zu singen nimmer laut,

Es seyen Lust und Schmerzen

Nur meiner Brust vertraut.

Mit Thraenen will ich schreiben

Sie in das Herze mir,

Und in dem Schrank soll bleiben,

So Dinte, als Papier.

Das Herz mit Liedern schmuecken

Das ist ein koestlich Ding,

Und Gott wird darauf druecken

Auch seinen Siegelring.

Bis ich mit jenen Choeren

Vor Gottes Thron einst sie

Laut singen kann, zu Ehren

Der ew’gen Harmonie.

Dort wird’s privilegiret

Im ganzen Koenigreich;

Dort, wo Ein Gott regieret,

Da sind wir alle gleich.

Und gibt’s in jenen Welten

Auch keine Druckerei,

Singt man in Himmelszelten,

Wie hier ein Vogel, frei.